# Platyceps
Platyceps es un género de serpientes de la familia Colubridae. Sus especies se distribuyen por el sudeste de Europa, Asia (excepto Extremo Oriente y el Sudeste Asiático) y la mitad norte de África.

## Especies
Se reconocen las siguientes:
- Platyceps afarensis Schätti & Ineich, 2004
- Platyceps brevis (Boulenger, 1895)
- Platyceps collaris (Müller, 1878)
- Platyceps elegantissimus (Günther, 1878)
- Platyceps florulentus (Geoffroy-St-Hilaire, 1827)
- Platyceps gallagheri Schätti, Tillack, Stutz & Kucharzewski, 2024[2]
- Platyceps hajarensis Schätti, Tillack, Stutz & Kucharzewski, 2024[2]
- Platyceps karelini (Brandt, 1838)
- Platyceps ladacensis (Anderson, 1871)
- Platyceps largeni (Schätti, 2001)
- Platyceps masirae Schätti, Tillack, Stutz & Kucharzewski, 2024[2]
- Platyceps messanai (Schätti & Lanza, 1989)
- Platyceps najadum (Eichwald, 1831)
- Platyceps rhodorachis (Jan, 1865)
- Platyceps somalicus (Boulenger, 1896)
- Platyceps tessellatus (Werner, 1910)
- Platyceps variabilis (Boulenger, 1905)
- Platyceps ventromaculatus (Gray, 1834)